# Léon Phocas le Jeune
 (juin 2011).
Si vous disposez d'ouvrages ou d'articles de référence ou si vous connaissez des sites web de qualité traitant du thème abordé ici, merci de compléter l'article en donnant les références utiles à sa vérifiabilité et en les liant à la section « Notes et références ».
Léon Phocas (grec : Λέων Φωκᾶς), né entre 915 et 920 et mort après 971, était un général de l'Empire byzantin, frère cadet de l'empereur Nicéphore Phocas. Il fut ministre pendant le règne de son frère avant d'être évincé par le nouvel empereur Jean Tzimiskès en 969.
Léon est le plus jeune fils du général Bardas Phocas l'Ancien. Il obtient un premier commandement dans les armées de l'Est sous le règne de Constantin VII. En 945, il est nommé stratège du thème de Cappadoce et environ dix ans plus tard, stratège de celui du plus prestigieux thème des Anatoliques. Sous Romain II, il est nommé domestique des Scholes de l'Ouest c'est-à-dire commandant des armées de l'Ouest (les Balkans) et élevé au rang de magistros. Alors que son frère ainé Nicéphore mène une expédition en Crète, Léon le remplace sur le front de l'est. L'émir d'Alep Ali Sayf al-Dawla profitant de la faiblesse relative de l'Empire byzantin, ses principales forces terrestres étant immobilisées au siège de Candie, décide de mener une expédition en Asie Mineure. C'est lors de cette campagne que Léon prouve tout son talent militaire. Plutôt que d'essayer de poursuivre l'armée de l'émir avec une armée fatiguée, il attend le retour des armées arabes ralenties par le butin et les nombreux prisonniers. Les Byzantins tendent une embuscade dans un défilé rocher. Seul l'émir parvient à s'échapper avec une centaine d'hommes. Léon est alors rejoint par son frère Nicéphore, victorieux, et tous deux entreprennent la conquête de l'émirat d'Alep.
De retour à l'Ouest, il rejoint Nicéphore, rappelé par l'impératrice Théophano, en 963 à Chrysopolis à la mort de Romain II dont la mort suspecte et les rumeurs laissent entendre qu'elle l'aurait empoisonné. Son parakimomène de l'empereur, Joseph Bringas, complotant contre l'impératrice tente de prendre en otage leur père Bardas Phocas, lorsqu'il apprend l'arrivée imminente des deux généraux, mais celui-ci s'échappe et se réfugie dans Sainte-Sophie, poursuivi par plusieurs hommes d'armes de Bringas, en pleine messe du dimanche. Le peuple protégeant le vieux général, ouvre les portes de la ville aux deux frères.
Sous le règne de Nicéphore II, il est nommé kouropalates jusqu'à l'assassinat de son frère et la prise de pouvoir de Jean Tzimiskès en 969. En 970, il mène en vain une révolte, puis une autre en 971. Il est alors condamné à mort puis gracié mais exilé sur l'île de Prote où il devait être énucléé, mais l'empereur en secret aurait demandé d'écarter le fer rougi par le feu.